# Pamela Hayden
Pamela Hayden (n. 28 noiembrie 1953, Windham⁠(d), Maine, SUA) este o actriță americană. Aceasta este cunoscută pentru rolurile sale de voce din serialul de televiziune animat Familia Simpson.

## Cariera
Hayden realizează vocea următoarelor personaje din Familia Simpson: Milhouse Van Houten⁠(d) (cel mai bun prieten al lui Bart Simpson), bătăușul Jimbo Jones⁠(d), Rod Flanders⁠(d) (unul dintre fiii lui Ned Flanders⁠(d)), Sarah Wiggum⁠(d) (soția ofițerului de poliție Wiggum⁠(d) și mama lui Ralph Wiggum⁠(d)), Lois Pennycandy⁠(d) și Janey Powell⁠(d) (prietena Lisei Simpson). A fost vocea personajelor Katrina (Shanks) Meltsner și Doris Rathbone în drama radiofonica Adventures in Odyssey⁠(d) din 1993 până în 2000. De asemenea, acesta a fost Bianca în jocul video Spyro: Year of the Dragon⁠(d), Douglas McNoggin în serialul animat Lloyd in Space⁠(d) și Sublimity Jill în Party Wagon.

## Filmografie

### Filme
| An   | Film                 | Rol                                            |
| ---- | -------------------- | ---------------------------------------------- |
| 1999 | Being John Malkovich | Diverse voci                                   |
| 2007 | The Simpsons Movie   | Milhouse Van Houten, Rod Flanders, Jimbo Jones |

### Televiziune
| An           | Serial                    | Rol                                                            | Note                                                                                  |
| ------------ | ------------------------- | -------------------------------------------------------------- | ------------------------------------------------------------------------------------- |
| 1978         | More Than Friends         | Sky                                                            | Film de televiziune                                                                   |
| 1979         | Studs Lonigan             | Unknown                                                        | Miniserie de televiziune                                                              |
| 1982         | Hill Street Blues         | Mrs. Jackson                                                   | 3 episoade                                                                            |
| 1984         | Turbo Teen                | Pattie                                                         | Rol principal                                                                         |
| 1984         | Snorks                    | Diverse voci                                                   |                                                                                       |
| 1988         | Designing Women           | Waitress                                                       | Episodul 2.21: „Ted-Bare”                                                             |
| 1989–present | The Simpsons              | Milhouse Van Houten, Jimbo Jones, Rod Flanders, alte personaje | 428+ episoade                                                                         |
| 1990         | The Tom & Jerry Kids Show | Diverse voci                                                   |                                                                                       |
| 1993         | Bonkers                   | Rita                                                           | Episodul 2.29: „Love Stuck”                                                           |
| 1993         | Droopy, Master Detective  | Diverse voci                                                   |                                                                                       |
| 1994         | Aaahh!!! Real Monsters    | Diverse voci                                                   | Episodul „Get Down Here!”                                                             |
| 1995         | The Nanny                 | Chester the Dog                                                | Episodul 3.14: „Oy to the World”                                                      |
| 1996-1999    | Hey Arnold!               | Connie                                                         | Episoadele 1.5: „6th Grade Girls/The Baseball” și 4.5: „Dinner for Four/Phoebe Skips” |
| 1998         | Pinky and the Brain       | Trudy                                                          | Episodul „Whatever Happened to Baby Brain/Just Say Narf”                              |
| 1998         | The New Batman Adventures | Geena                                                          | Episodul 2.5: „Old Wounds”                                                            |
| 1999–2000    | Recess                    | Steve, Lance the Pants                                         | Episodul 3.10: „Lord of the Nerds" și episodul 5.8: „The A.V. Kid”                    |
| 2001–2004    | Lloyd in Space            | Douglas McNoggin                                               | Rol principal                                                                         |
| 2004         | Party Wagon               | Sublimity Jill Fiica #2                                        | Film de televiziune                                                                   |

### Radio
| An        | Serial                | Rol            | Note           |
| --------- | --------------------- | -------------- | -------------- |
| 1992–2000 | Adventures in Odyssey | Katrina Shanks | 49 de episoade |

### Jocuri video
- The Simpsons Cartoon Studio (1996) – Milhouse Van Houten, Jimbo Jones
- The Simpsons: Virtual Springfield (1997) – Milhouse Van Houten, Rod Flanders
- Spyro: Year of the Dragon (2000) – Bianca, Handel and Greta, diverse voci
- The Simpsons: Road Rage (2001) – Milhouse Van Houten
- Spyro: Enter the Dragonfly (2002) – Bianca, diverse voci
- The Simpsons: Hit & Run (2003) – Milhouse Van Houten, Jimbo Jones, Rod Flanders, diverse voci
- The Simpsons Game (2007) – Milhouse Van Houten, Jimbo Jones, Rod Flanders, diverse voci
- The Simpsons Tapped Out (2012) – Milhouse Van Houten, Jimbo Jones, Rod Flanders, diverse voci